# Pristimera verrucosa
Pristimera verrucosa là một loài thực vật có hoa trong họ Dây gối. Loài này được (Kunth) Miers miêu tả khoa học đầu tiên năm 1872.